# 최대 원소와 최소 원소
순서론에서, 부분 순서 집합의 최대 원소(最大元素, 영어: greatest element)는 모든 다른 원소들보다 큰 원소이다. 이와 비슷하게 최소 원소(最小元素, 영어: least element)는 모든 다른 원소들보다 작은 원소이다. 이들을 줄여서 최대원, 최소원이라고도 한다.

## 정의
부분 순서 집합 {\displaystyle (P,\leq )}의 최대 원소는 모든 {\displaystyle a\in P}에 대하여 {\displaystyle a\leq g}을 만족시키는 원소 {\displaystyle g\in P}이다.
{\displaystyle (P,\leq )}의 최소 원소는 반대 순서 집합 {\displaystyle P^{\operatorname {op} }=(P,\geq )}의 최대 원소이다. 즉, 모든 {\displaystyle a\in P}에 대하여 {\displaystyle a\geq l}을 만족시키는 원소 {\displaystyle l\in P}이다.
만약 최대 원소가 존재한다면, 보통 {\displaystyle \top } 또는 1로 표기한다. 마찬가지로, 최소 원소는 보통 {\displaystyle \bot } 또는 0으로 표기한다. 1과 0의 표기는 혼동의 여지가 없을 경우에만 사용한다. 이러한 표기는 최대, 최소 원소가 각각 유일하므로 문제가 되지 않는다.

## 성질
정수 집합 {\displaystyle \mathbb {Z} }는 최대 원소가 존재하지 않을 수 있음을 보여준다. 상계가 존재하여도 최대 원소가 존재하지 않을 수 있다. 음의 실수 집합 {\displaystyle \mathbb {R} ^{-}}가 그 예이다. 최소 원소도 마찬가지다.
모든 최대 원소는 극대 원소이며, 모든 최소 원소는 극소 원소이다. 그 역은 일반적으로 성립하지 않으나, 전순서 집합에서는 모든 극대 원소는 최대 원소이며, 모든 극소 원소는 최소 원소이다.
만약 어떤 부분 순서 집합이 최대 원소를 갖는다면, 이는 유일하며, 또한 최대 원소가 아닌 극대 원소는 존재하지 않는다. 이는 여러 개가 존재할 수 있는 극대 원소와 다른 점이다. 최소 원소에 대해서도 마찬가지다.

## 예
모든 유한 사슬은 최대 원소와 최소 원소를 갖는다. 예를 들어 {\displaystyle \{1,3,5,7\}}은 7을 최대 원소로 한다.
집합 {\displaystyle \{a,b,c,d\}}에 {\displaystyle a\leq c,d,\ b\leq c,d}와 같은 부분 순서를 정의하였을 때, 이는 상계 {\displaystyle c,d}를 갖지만, 최소 상계나 최대 원소를 갖지 않는다. 제곱이 2보다 작은 유리수의 집합은 상계를 갖지만, 이를 유리수 집합의 부분집합으로 봤을 때, 최소 상계나 최대 원소를 갖지 않는다.
닫힌 단위 구간 {\displaystyle ([0,1],\leq )}은 최대·최소 원소를 가지지만, 열린 단위 구간 {\displaystyle ((0,1),\leq )}은 최대 원소나 최소 원소를 갖지 않는다.
완비 격자의 임의의 부분집합 {\displaystyle S}의 상계의 집합은 최소 원소가 존재하며, 하계의 집합은 최대 원소가 존재한다. 물론 각각 유일하다. 둘을 각각 {\displaystyle S}의 이음과 만남이라고 한다.
모든 불 대수나 헤이팅 대수는 최대 원소 및 최소 원소를 갖는다. 이들은 각각 고전 명제 논리 및 직관 논리의 참값과 대응하는데, 이 경우 최대 원소는 참인 명제, 최소 원소는 거짓인 명제에 대응한다.
어떤 집합 {\displaystyle S}의 부분 집합들의 격자 {\displaystyle ({\mathcal {P}}(S),\subseteq )}는 최소 원소 {\displaystyle \varnothing } 및 최대 원소 {\displaystyle S}를 갖는다.
환 {\displaystyle R}의 아이디얼들의 부분 순서 집합은 최대 원소 {\displaystyle R=(1)} 및 최소 원소 {\displaystyle \{0\}=(0)}을 갖는다.

## 같이 보기
- 시작 대상과 끝 대상
- 극대 원소와 극소 원소
- 상계와 하계

## 참고 문헌
- Davey, B.A.; Priestley, H. A. (2002). 《Introduction to lattices and order》 (영어) 2판. Cambridge University Press. doi:10.1017/CBO9780511809088. ISBN 978-0-521-78451-1. Zbl 1002.06001.